# Japanische Fußballnationalmannschaft (U-20-Frauen)
Die japanische Fußballnationalmannschaft der U-20-Frauen repräsentiert Japan im internationalen Frauenfußball. Die Nationalmannschaft ist der Japan Football Association unterstellt und wird seit 2017 von Futoshi Ikeda trainiert. Der Spitzname der Mannschaft ist Young Nadeshiko (ヤングなでしこ).
Die Mannschaft tritt bei der U-20-Asienmeisterschaft und der U-20-Weltmeisterschaft für Japan an. Mit sechs kontinentalen Titeln (zuletzt 2019) ist das Team asiatischer U-20-Rekordmeister. Den bislang größten Erfolg feierte die japanische U-20-Auswahl mit dem Gewinn der U-20-Weltmeisterschaft 2018 in Frankreich, als sie im Viertelfinale unter anderem Deutschland besiegte.

## Turnierbilanz

### Weltmeisterschaft
| Jahr   | Gastgeber       | Platzierung        |
| ------ | --------------- | ------------------ |
| 2002   | Kanada          | Viertelfinale      |
| 2004   | Thailand        | nicht qualifiziert |
| 2006   | Russland        | nicht qualifiziert |
| 2008   | Chile           | Viertelfinale      |
| 2010   | Deutschland     | Gruppenphase       |
| 2012   | Japan           | 3. Platz           |
| 2014   | Kanada          | nicht qualifiziert |
| 2016   | Papua-Neuguinea | 3. Platz           |
| 2018   | Frankreich      | Weltmeister        |
| 2020 1 | Costa Rica 1    | – 1                |
| 2022   | Costa Rica      | 2. Platz           |
| 2024   | Kolumbien       | 2. Platz           |

### Asienmeisterschaft
| Jahr   | Gastgeber           | Platzierung   |
| ------ | ------------------- | ------------- |
| 2002   | Indien              | Asienmeister  |
| 2004   | Volksrepublik China | Viertelfinale |
| 2006   | Malaysia            | 4. Platz      |
| 2007   | Volksrepublik China | 2. Platz      |
| 2009   | Volksrepublik China | Asienmeister  |
| 2011   | Vietnam             | Asienmeister  |
| 2013   | Volksrepublik China | 4. Platz      |
| 2015   | Volksrepublik China | Asienmeister  |
| 2017   | Volksrepublik China | Asienmeister  |
| 2019   | Thailand            | Asienmeister  |
| 2022 2 | Usbekistan 2        | – 2           |
| 2024   | Usbekistan          | 2. Platz      |

## Personen

### Trainer
- Shinobu Ikeda (2002)
- Morinao Imaizumi (2003–2007)
- Norio Sasaki (2007–2010)
- Hiroshi Yoshida (2011–2014)
- Asako Takakura (2014–2016)
- Futoshi Ikeda (2017–2022)